# The Essential Michael Jackson
The Essential Michael Jackson è una raccolta contenente 38 grandi successi di Michael Jackson pubblicata dalla Epic Records il 18 luglio 2005.
Il 26 agosto del 2008 il disco è stato ripubblicato in edizione speciale solo negli Stati Uniti col titolo The Essential Michael Jackson 3.0 contenente un disco aggiuntivo con altri sette brani di Jackson. Una nuova versione rinominata Michael Jackson: The Hits era stata pianificata per essere pubblicata nel Regno Unito il 6 luglio 2009, il giorno in cui sarebbe dovuto partire inizialmente il tour This Is It da Londra, ma venne cancellata dopo la morte di Jackson e il relativo cancellamento del tour.

## Contenuti
La raccolta contiene quasi tutti i grandi successi dell'artista dai tempi della Motown e dei Jackson 5 partendo dal loro primo singolo arrivato alla numero uno, I Want You Back del 1969, passando dalle grandi hit da solista del periodo della Epic/Sony Music come Billie Jean, Thriller, Bad e Black or White fino ad arrivare al successo You Rock My World del 2001.
Fu la seconda raccolta di successi del cantante a contenere sia i successi del periodo Motown che quelli del periodo Epic dopo il cofanetto Michael Jackson: The Ultimate Collection pubblicato nel 2004.

## Successo commerciale
Questa raccolta si piazzò in testa alle classifiche della Gran Bretagna, Francia e Belgio, entrando in Top 10 nella classifica dell'Europa, Germania, Argentina, Danimarca, Grecia, Irlanda, Malesia, Nuova Zelanda, Paesi Bassi, Norvegia, Portogallo, Sud Corea, Svezia, Svizzera, Taiwan e Turchia.
Il 14 febbraio 2008 l'album è rientrato in classifica in Svezia alla numero 23.
Dopo la morte del cantante, avvenuta il 25 giugno 2009, il disco è rientrato nelle classifiche di tutto il mondo, tra cui gli Stati Uniti, dove ha raggiunto il primo posto con oltre 148 000 copie vendute in una settimana, e la Gran Bretagna, dove è rimasto in testa alle classifiche per 8 settimane consecutive. Nell'agosto 2009, la RIAA ha certificato l'album doppio disco di platino. Nel 2010 l'album viene modificato ma solo esteticamente (copertina, CD e libretto) senza però modificare le tracce al suo interno.
L'album ha venduto in tutto il mondo oltre 6 milioni di doppi dischi, che vengono quantificate come oltre 12 milioni di unità, di cui 5 milioni nei soli Stati Uniti, venendo certificato 5 volte disco di platino dalla RIAA nel 2021.

## Tracce
Versione internazionale
1. I Want You Back – 2:59 – (interpretato dai Jackson 5)
2. ABC – 2:57 – (interpretato dai Jackson 5)
3. The Love You Save – 3:05 – (interpretato dai Jackson 5)
4. Got to Be There – 3:25
5. Rockin' Robin – 2:33
6. Ben – 2:46
7. Blame It on the Boogie – 3:31 – (interpretato dai Jacksons)
8. Shake Your Body (Down to the Ground) (Single Edit) – 3:46 – (interpretato dai Jacksons)
9. Don't Stop 'til You Get Enough (2003 Edit) – 3:56
10. Off the Wall (Single Edit) – 3:46
11. Rock with You (Single Edit) – 3:23
12. She's out of My Life – 3:37
13. Can You Feel It (Single Edit) – 3:50 – (interpretato dai Jacksons)
14. The Girl Is Mine – 3:42 – duetto con Paul McCartney
15. Billie Jean – 4:53
16. Beat It – 4:18
17. Wanna Be Startin' Somethin' (Single Edit) – 4:17
18. Human Nature (Single Edit) – 3:46
19. P.Y.T. (Pretty Young Thing) – 3:59
20. I Just Can't Stop Loving You (Single Mix) – 4:12 – duetto con Siedah Garrett
21. Thriller (2003 Edit) – 5:15
22. Bad (Single Mix) – 4:07
23. The Way You Make Me Feel (Single Edit) – 4:26
24. Man in the Mirror – 5:19
25. Dirty Diana (Single Mix) – 4:41
26. Another Part of Me (Single Mix) – 3:47
27. Smooth Criminal – 4:17
28. Leave Me Alone – 4:40
29. Black or White (Single Edit) – 3:22
30. Remember the Time – 4:00
31. In the Closet (Single Edit) – 4:49
32. Who Is It (Single Edit) – 4:00
33. Heal the World – 6:25
34. Will You Be There (Single Edit) – 3:40
35. You Are Not Alone (Single Edit) – 4:56
36. Earth Song (Radio Edit) – 5:02
37. They Don't Care About Us – 4:44
38. You Rock My World (senza introduzione) – 5:08

Durata totale: 155:19
Versione statunitense
1. I Want You Back – 2:59 – (interpretato dai Jackson 5)
2. ABC – 2:57 – (interpretato dai Jackson 5)
3. The Love You Save – 3:05 – (interpretato dai Jackson 5)
4. Got to Be There – 3:25
5. Rockin' Robin – 2:33
6. Ben – 2:46
7. Enjoy Yourself – 3:24 – (interpretato dai Jacksons)
8. Blame It on the Boogie – 3:31 – (interpretato dai Jacksons)
9. Shake Your Body (Down to the Ground) (Single Edit) – 3:46 – (interpretato dai Jacksons)
10. Don't Stop 'til You Get Enough (Original 12" Edit) – 5:50
11. Off the Wall (Single Edit) – 3:46
12. Rock with You (Single Edit) – 3:23
13. She's out of My Life – 3:37
14. Can You Feel It (Single Edit) – 3:50 – (interpretato dai Jacksons)
15. The Girl Is Mine – 3:42 – duetto con Paul McCartney
16. Billie Jean – 4:53
17. Beat It – 4:18
18. Wanna Be Startin' Somethin' (Single Edit) – 4:17
19. Human Nature (Single Edit) – 3:46
20. P.Y.T. (Pretty Young Thing) – 3:59
21. Thriller (2003 Edit) – 5:15
22. Bad  (Single Mix) – 4:07
23. I Just Can't Stop Loving You (Single Mix) – 4:12 – (duetto con Siedah Garrett)
24. Leave Me Alone – 4:40
25. The Way You Make Me Feel (Single Edit) – 4:26
26. Man in the Mirror – 5:19
27. Dirty Diana (Single Mix) – 4:41
28. Another Part of Me (Single Mix) – 3:47
29. Smooth Criminal – 4:17
30. Black or White (Single Edit) – 3:22
31. Heal the World – 6:25
32. Remember the Time – 4:00
33. In the Closet (Single Edit) – 4:49
34. Who Is It (Single Edit) – 4:00
35. Will You Be There (Single Edit) – 3:40
36. Dangerous – 6:57
37. You Are Not Alone (Single Edit) – 4:56
38. You Rock My World (senza introduzione) – 5:08

Durata totale: 157:48
Edizione limitata 3.0 - Disco Bonus
1. Can't Get outta the Rain – 4:06
2. Say Say Say – 3:55
3. Jam – 5:38
4. They Don't Care About Us – 4:44
5. Blood on the Dance Floor – 4:15
6. Stranger in Moscow – 5:45
7. Butterflies – 4:40

Durata totale: 33:03